# MobileHCI
La ACM Human-Computer Interaction with Mobile Devices and Services (MobileHCI) serie de conferencias académicas es organizada por ACM SIGCHI, el Grupo de Interés Especial en el equipo-la interacción humana y SIGMOBILE ACM, el grupo de interés especial sobre la movilidad de los sistemas, los usuarios, datos y computación. MobileHCI se ha celebrado anualmente desde 1998. MobileHCI 2008 se celebró en Ámsterdam, los Países Bajos y MobileHCI 2009 se celebrará en Bonn, Alemania.

## Historia

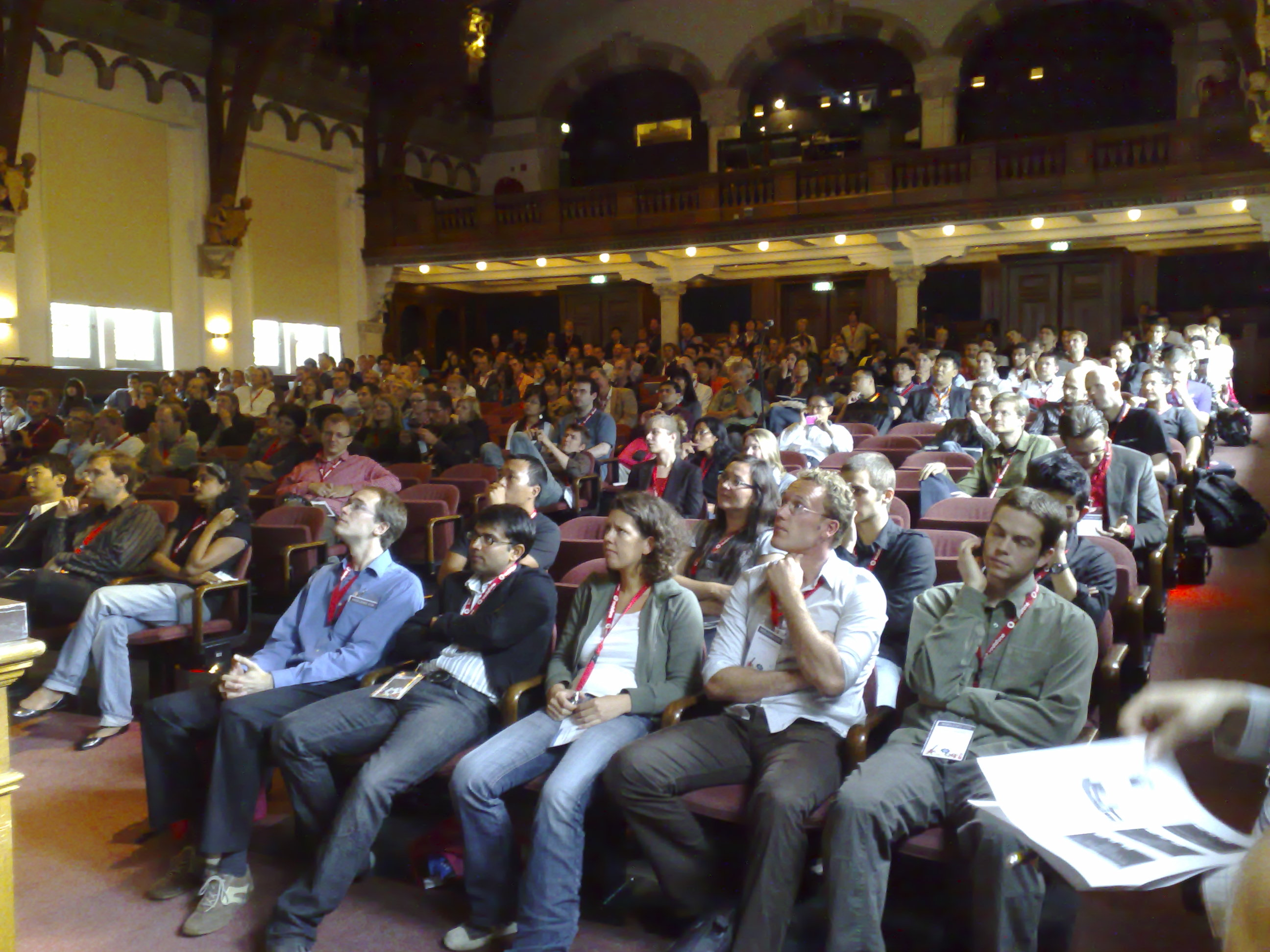
Audience in the main hall of MobileHCI 2008.

MobileHCI La serie se inició en 1998 como un stand-alone Taller sobre Interacción Persona Ordenador con dispositivos móviles, organizado por Chris Johnson, celebrada en la Universidad de Glasgow. En el siguiente año, el taller se celebró en conjunción con la conferencia de Interact y fue organizada por Stephen Brewster y Mark Dunlop. En 2001 se volvió a MobileHCI organizado por Brewster y Dunplop en asociación con una conferencia importante. Este año, en relación con el IHM-HCI en Lille, Francia.
En 2002 se celebró MobileHCI independiente de una conferencia asociada como un stand-alone simposio en Pisa, Italia, organizado por Fabio Paternò. En 2003, la conferencia fue organizada por Luca Chittaro en Udine, Italia. En 2004 fue nuevamente organizado por Dunlop y Brewster y encuentra la Universidad de Strathclyde. En los años siguientes, la conferencia tuvo lugar en Austria, Finlandia y Singapur.
MobileHCI 2008 es organizado por Henri ter Hofte Ingrid Mulder y de la Telemática Instituut en los Países Bajos. Se encuentra en el Royal Tropical Institute centro de conferencias en Ámsterdam.

## Temas
En los primeros años de la conferencia que había un número limitado de temas inespecíficos. La lista de temas creció en los últimos años. Los temas que se consideran pertinentes hasta la fecha son, por ejemplo, audio y voz interacción, diseño de sitios web para dispositivos móviles, la evaluación de los dispositivos móviles y servicios, así como la interacción multimodal. Ejemplos de los temas que surgieron en los últimos años se Wearable Computing, Mobile redes sociales, y estudios sobre el uso de dispositivos móviles para grupos especiales (por ejemplo, personas de la tercera edad).

## Talleres
Desde 2002 se realizan talleres antes de la conferencia principal. Los talleres se centran en temas concretos relacionados con la conferencia del tema principal. Para participar en un taller a menudo es necesario presentar un documento y lo presentará durante el taller. Por lo general, alrededor de 20 personas participan en un taller. Además de las presentaciones normalmente hay más espacio para los debates que durante la conferencia principal. El éxito de los talleres a menudo se repite en los años siguientes. Algunos ejemplos son los talleres de HCI en Mobile Guías, Mobile Interacción con el Mundo Real (MIRW) y el taller de voz en móviles y generalizada Ambientes (SiMPE).